# Чаризард
Чариза́рд (яп. リザードン ридза:дон, англ. Charizard) — покемон, существо из серии игр, манги и аниме «Покемон», принадлежащей компаниям Nintendo и Game Freak. Придуман японским игровым дизайнером и художником Кэном Сугимори. Чаризард впервые появляется в компьютерных играх Pokémon Red и Blue, а затем и в последующих сиквелах. Кроме того, изображение покемона использовалось на различных товарах с символикой «Покемона», а также в анимационных и печатных адаптациях франчайза. В оригинальной японской, а также в англоязычной версиях аниме был озвучен японским сэйю Синъитиро Мики. Принадлежит к огненному и летающему типам покемонов. Эволюционирует из Чармелеона, который, в свою очередь, эволюционирует из Чармандера.
Чаризард присутствует во многих сериях аниме «Покемон», являясь пойманным покемоном главного героя Эша Кетчума. Кроме того, он появляется в манге Pokémon Adventures. Чаризард положительно был воспринят как критиками, так и игроками.

## Концепция и характеристика
Чаризард был одним из многих персонажей, созданных специальным подразделением Game Freak. Дизайн покемона был окончательно завершён Кэном Сугимори. Первоначально на японском языке персонаж был назван «Ридзадон», но затем в Nintendo при создании американской локализации игр решили дать некоторым видам покемонов «умные и наглядные названия», которые бы больше подходили их внешности и отличительным чертам или способностям. Всё это делалось, чтобы персонажи были более понятны и легко запоминались американскими детьми и западной аудиторией в целом. В итоге в компании решили, что наиболее подходящим названием персонажа является «Чаризард» (англ. Charizard), которое образовалось из двух слов — charcoal (с англ. уголь) или char (с англ. обугливаться, обжигать) и lizard (с англ. ящерица). Во время одного из интервью президент The Pokémon Company Цунэкадзу Исихара заявил, что Чаризард будет очень популярен среди североамериканской телеаудитории, так как они отдают предпочтение персонажам с сильным и волевым характером.
В то время как его предэволюционные формы Чармандер и Чармелеон ассоциируются с бегающими по земле ящерицами, Чаризард более похож на гигантского дракона. Несмотря на подобное сходство, покемон относится к огненному и летающему типу, а не к драконьему. У Чаризарда есть два крыла, окрашенных в синий цвет. Спина и большая часть остального тела имеют оранжевый окрас. Брюхо и подошвы ног кремового цвета, глаза светло-голубые. В компьютерных играх сказано, что его крылья в состоянии помочь ему достичь высоты порядка 1400 метров, и что он постоянно ищет достойного соперника для того, чтобы сразиться с ним. Способен извергать сильное пламя, способное расплавить почти любой материал. Когда Чаризард приходит в ярость, пламя на кончике его хвоста может вспыхнуть бело-голубым цветом. Из-за своего вспыльчивого характера покемон нередко становится неумышленным виновником возникновения лесных пожаров.

## Появления

### В играх
Впервые Чаризард появился в компьютерных играх в 1996 году в японской версии Pokémon Red и Blue. Получить его там можно только путём эволюции из стартового покемона Чармандера. В компьютерных играх Pokémon Gold и Silver, Crystal и их ремейках Pokémon HeartGold и SoulSilver Чаризард используется Рэдом, который выступает в роли финального босса. Кроме того, Чаризард появлялся во многих других играх «Покемон». Так, он фигурирует в Pokémon Mystery Dungeon: Red Rescue Team и Blue Rescue Team в компании с Алаказамом и Тиранитаром, и играет значительную роль в сюжете. А в Pokémon Ranger Чаризард является боссом, который сопровождает главного героя и помогает ему повсюду на протяжении игры.
Чаризард большое количество раз появляется в серии игр Super Smash Bros. Впервые он появляется в Super Smash Bros. и Super Smash Bros. Melee в качестве неигрового персонажа, который может появиться, когда главный герой выбрасывает покебол. В игре Super Smash Bros. Brawl Чаризард становится играбельным персонажем под руководством тренера покемонов. У тренера есть, помимо Чаризарда, Сквиртл и Ивизавр, между которыми можно переключаться. В отличие от других бойцов, покемоны тренера быстрее устают и, следовательно, становятся слабее. Поэтому их и приходится чаще менять, чем остальных, чтобы они успели восстановиться.

### В аниме
Самый примечательный Чаризард в аниме — это Чаризард Эша. В одной из серий Эш нашёл ослабшего Чармандера, оставленного прежним тренером. Мальчик забрал покемона и отнёс его в Центр покемонов, где Чармандеру помогли выздороветь. Покемон был благодарен Эшу и выполнял его требования беспрекословно. В дальнейшем Чармандер эволюционировал в Чармелеона во время битвы с толпой Экзеггуторов. Характер Чармелеона полностью меняется, он перестаёт слушаться своего тренера и сражается только тогда, когда сам этого хочет. Чармелеон превращается в Чаризарда в серии, когда Эш вызывает его для защиты от дикого доисторического покемона Аэродактиля. Когда Аэродактиль атакует Эша и собирается его сожрать, Чармелеон эволюционирует, чтобы стать сильнее и победить Аэродактиля. В конечном счёте Чаризард спасает Эша. Тем не менее, он всё ещё не подчиняется своему тренеру и сражается только тогда, когда противник сам атакует его. Но, несмотря на своё упрямство, покемон всё же иногда помогает Эшу достичь своих целей, в частности, против лидера стадиона в Канто Блэйна, но в основном Чаризард отказывается подчиняться, и Эш из-за него проигрывает в одном из матчей лиги Индиго.
Во втором сезоне аниме «Приключения на Оранжевых островах» Чаризард становится покладистее после того, как в битве с Поливрэтом оказывается полностью заморожен. Из-за непрерывных попыток Эша спасти его от неминуемой гибели Чаризард понимает, что нужен своему тренеру, и побеждает Поливрэта в матче-реванше. Он остаётся в команде Эша и вносит свой вклад в его победы в Оранжевой лиге и в Джото. В конечном счёте Эш оставил Чаризарда в Чаризардовой долине, месте, где живут и тренируются дикие Чаризарды. Вероятнее всего, Чаризард Эша остался из-за Карлы, самки Чаризарда, к которой покемон испытывал нежные чувства. Чаризард, подобно другим покемонам Эша, возвращается во временное хранилище покемонов, откуда Эш может в любое время его вызвать, как правило, Эш это делает для битвы с особенно сильным покемоном. Чаризард неоднократно спасает жизнь своего тренера, например, это показано в фильме «Покемон: Заклятие Аноунов», когда Чаризард противостоит Энтею.
Чаризарду посвящён отдельный DVD, содержащий три серии: «Атака доисторического покемона», «Чаризард замерзает» и «Амбиции Чаризарда». Этот DVD является частью бокс-сета, приуроченного к десятилетней годовщине серии.
В сезоне «Горизонты», выходящем с 2023 года и начавшем историю новых персонажей, Чаризард — партнёр профессора покемонов по имени Фриде, главы команды авантюристов «Rising Volt Tackers».

### В манге
В манге Pokémon: The Electric Tale of Pikachu, которая сделана по мотивам первых двух сезонов аниме, Эш ловит Чармандера, который в итоге превращается в Чаризарда и сражается в турнире Лиги покемонов. Несмотря на то, что Эш сам поймал покемона, у него возникают проблемы с контролем над Чаризардом. Эш доставил его на Оранжевые острова и старательно тренирует покемона. В итоге Эш использует Чаризарда в решающей схватке с Драгонайтом в матче против лидера Оранжевой бригады Дрэйка.
В манге Pokémon Adventures главный герой Блу получает Чармандера от своего дедушки профессора Оука. Чармандер эволюционировал в Чармелеона, когда Блу поймал Гастли в башне города Лавендера. Превращение Чармелеона произошло в схватке Блу с Когой. В схватке против Арбока Чармелеон при помощи зомби-Псидака отражает её кислотную атаку, и Арбок своей же атакой раздробил свой хвост на две половины. Позднее Блу вызывает Чаризарда, чтобы тот помог ему разрушить барьер, созданный Мистером Маймом, и тем самым дал ему возможность попасть в город Саффрон. В дальнейшем Блу и Рэд сталкиваются с Артикуно Коги и оказываются заморожены его Ледяным лучом. Но в конечном счёте они побеждают руководителя Команды R при помощи Огнемёта Чаризарда. Тем самым Команда R теряет контроль над Саффроном, а главные герои манги Блу, Рэд и Грин делят между собой трёх легендарных покемонов-птиц: Артикуно, Молтреса и Запдоса.
Блу использует Чаризарда появляется в финальном бою девятой Лиги покемонов против своего давнего соперника Рэда, который использует Венузавра. Несмотря на преимущество типов (огненный против травяного), между покемонами завязывается упорная схватка, и Чаризард несколько раз близок к поражению. Битва ещё продолжалась, Венузавр обхватывает своими плетьми Чаризарда и не даёт ему атаковать, а в это время тренеры выпускают еще по одному покемону — Поливирла (водный тип) и Пикачу (электрический тип). В результате их атак образовались грозовые тучи. Венузавр запускает свою виноградную плеть в одну из таких туч, и электрический разряд, прошедший через эту плеть, нокаутирует Чаризарда. В сюжетной арке манги под названием FireRed and LeafGreen главные герои — Блу, Рэд и Грин — вернулись, чтобы сразиться с возрождённой командой R, которая на этот раз владеет сильным покемоном Деоксисом. Три протагониста попадают в ловушку в Тренерской башне на островах Севии, где им приходится сражаться с главным компьютером здания и с Деоксисом. После неудачных попыток пробиться в одиночку три тренера объединяют свои действия и, благодаря совместной атаке своих главных покемонов, у них получается выбраться и освободить Мьюту.

## Восприятие и значимость
Чаризард выпускался в виде мягких игрушек и фигурок серии «Покемон», производимых компаниями Hasbro и Tomy. В 2004 году игрушка под названием «Средний плюшевый Чаризард» (англ. Charizard Medium Plush) была одной из 13 видов мягких игрушек, которые изъяли из продажи из-за ошибки в производственном процессе, когда в наполнителе были обнаружены обломки иголок. Компании Tomy пришлось заменить игрушки или выплатить компенсацию. Чаризард часто появляется в коллекционной карточной игре Pokémon, особенно в её первой версии, где присутствуют покемоны первого поколения. Карточки с изображением покемона быстро стали одними из самых желаемых среди игроков и высоко ценятся коллекционерами и розничными продавцами. Были случаи, когда карты Чаризарда побеждали противника за один ход.
Чаризарда неоднократно называли одним из самых популярных покемонов во всей серии. В СМИ его описывали как «тощего, свирепого, дышащего огнём дракона…, гладкого, могущественного и совершенно разрушительного». Высокие продажи товаров с символикой Чаризарда продавцы объясняли его сходством с драконом, образ которого нравится детям. Опрошенные дети говорили примерно одно и то же: они приписывали его высокую популярность «круто выглядящей» внешности и тем, что персонаж ассоциируется с понятиями упорства и мощи. В книге «Восстанавливающие приложения травмированных детей» (англ. Rebuilding Attachments With Traumatized Children) утверждалось, что агрессивный образ Чаризарда может нанести психологические травмы поклонникам сериала. А авторы книги «Большое приключение Пикачу: взлёт и падение „Покемона“» (англ. Pikachu's Global Adventure: The Rise and Fall of Pokémon) замечали, что этот покемон особенно популярен у подростков старшего возраста, так как в этом возрасте их начинают привлекать «жестокие» и «страшные» персонажи и сравнивали эволюцию Чармелеона в Чаризарда, как исчезновение «милой девочки», которая взрослеет и «покидает детство».
В 2005 году компания Yahoo! сообщила, что Чаризард является одним из самых популярных запросов, относящихся к тематике покемонов, в их поисковой системе. Чаризард занял первое место в списке ста лучших покемонов по версии IGN. Один из редакторов IGN назвал Чаризарда «определённо самым популярным и, вероятно, самым сбалансированным покемоном первого поколения». Сайт о видеоиграх GamesRadar описал Чаризарда как «одного из наикрутейших покемонов», в большей степени похвалив дизайн персонажа и назвав его «самым крутым созданным образом» всей серии. Другой автор этого же сайта заявил, что «Чаризард был удивительным и устрашающим в день своего появления, но он остался таким же и более чем десять лет спустя». Сайт UGO.com описал Чаризарда как «крылатое, похожее на дракона существо», которое «в состоянии дышать огнём и может превратить своих оппонентов во что-то липкое и вязкое красноватого цвета» .
Редактор сайта 1UP.com Кэт Бэйли выразила интерес в том, что Чаризард может следовать за игроком в Pokémon HeartGold и SoulSilver, утверждая, что таким образом «проходить игру с такими популярными любимцами за спиной становится интересней, и это сказывается очень хорошо».
В опросе официального журнала компании Nintendo Official Nintendo Magazine Чаризард был признан лучшим покемоном огненного типа. В журнале отмечалось, что «Чаризард является не только вашим самым любимым огненным покемоном, но он также один из самых популярных покемонов за всё время». Кайли Спаркс из «The Daily Cardinal» назвала Чаризарда «самым мощным покемоном во всей Вселенной, проявлением явной силы и мощи во всей её красе».